# Rudolf Ludwig Mößbauer
Rudolf Ludwig Mößbauer, nacido el 31 de enero de 1929 fue un físico alemán que estudió los rayos gamma para transiciones nucleares. Falleció el 14 de septiembre de 2011, en Grünwald, Alemania.
Mößbauer nació en Múnich. Junto con el estadounidense Robert Hofstadter ganó el Premio Nobel de física en 1961 por su descubrimiento en 1957 del efecto Mößbauer.